# Plagiothecium longisetulum
Plagiothecium longisetulum là một loài rêu trong họ Plagiotheciaceae. Loài này được Müll. Hal. mô tả khoa học đầu tiên năm 1897.